# 龙洞堡站
龙洞堡站是贵广客运专线上的一座车站，位于中华人民共和国贵州省贵阳市境内，距离市中心11公里，距离贵阳龙洞堡国际机场约30米，已于2015年9月20日投入运营，由成都铁路局管辖。

## 车站结构
龙洞堡站的负一层为高铁与地铁共用交换大厅，进站口设于该层。车站候车厅占地面积约1000平米，目前共有4台安检仪、240张软座。
- 售票处和出站口
- 候车室
- 出站口

### 站台

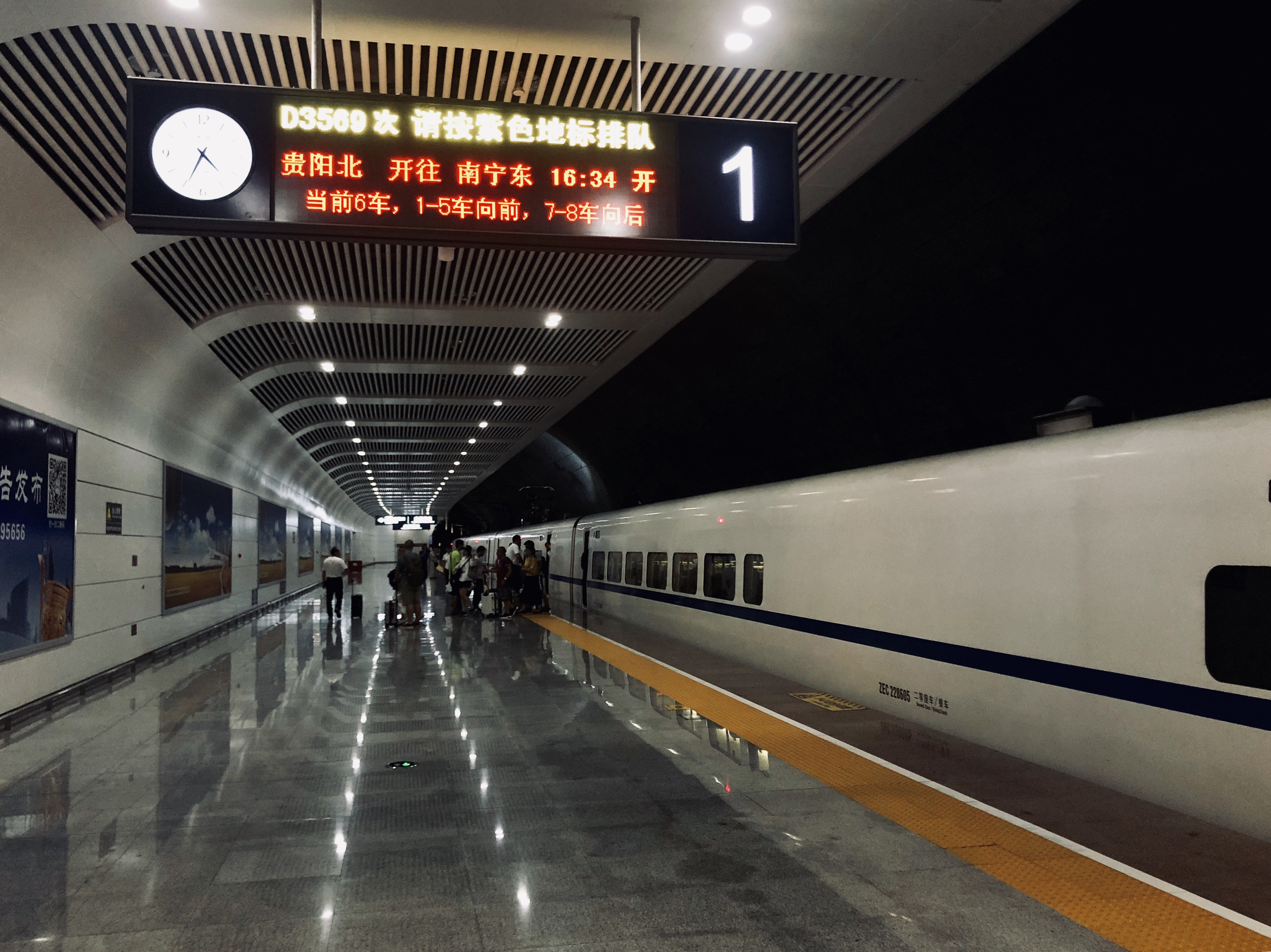
CRH2A-2286担当的D3568停靠龙洞堡站1号站台

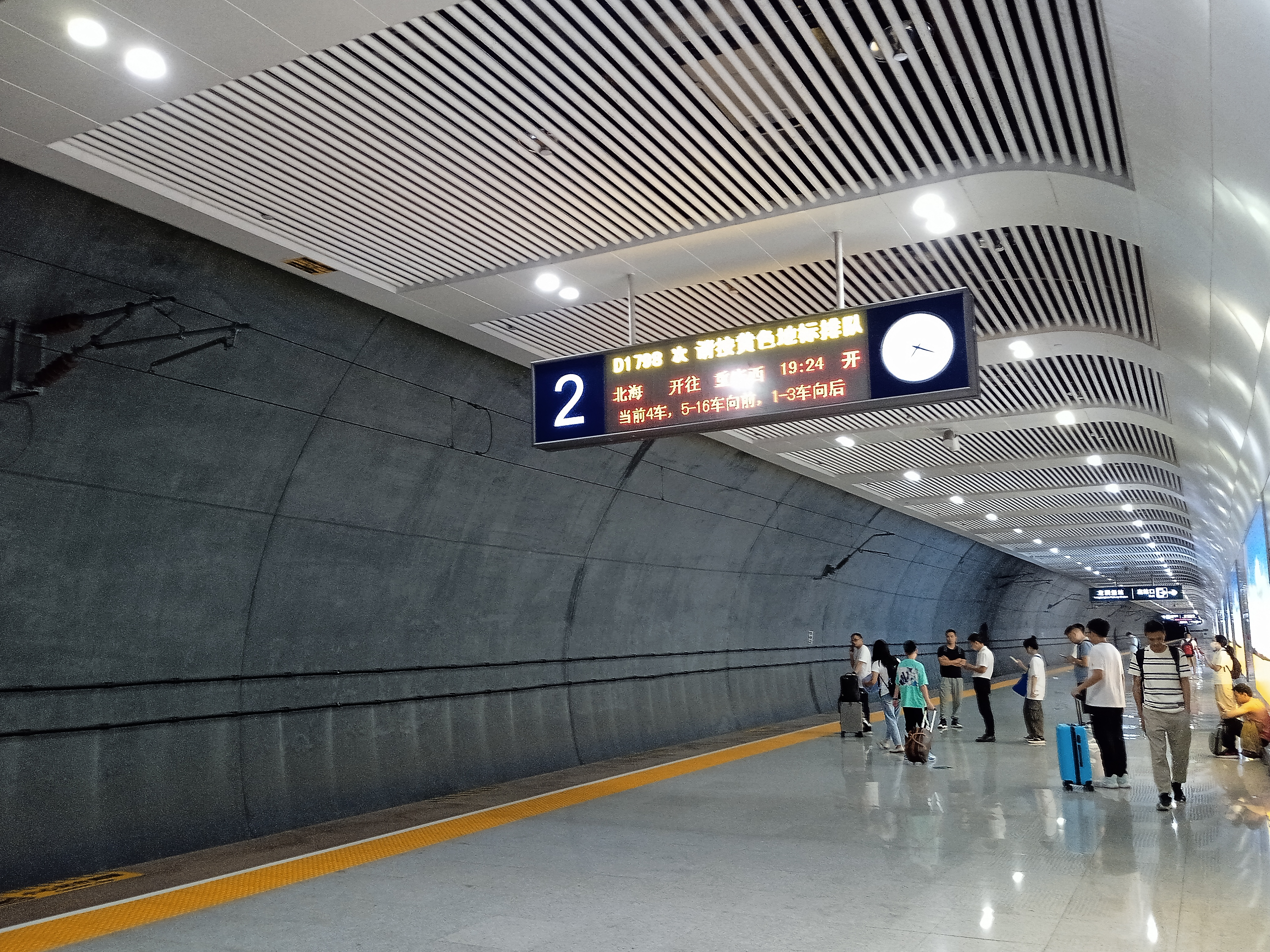
2号站台

站台层设于负三层，距离地面44米，为2台4线布置。由于站台离候车室距离过远，因此龙洞堡站实行开车前10分钟停止检票的政策。
| -1 | 联外区   | 公交、客运转运站、地铁站、航站楼      |
| -1 | 候车室   | 售票处、进站口、候车区、出站口        |
| -3 | 侧式站台 | 侧式站台                              |
| -3 | 1站台    | 贵广高速铁路 往广州南方向（龙里北站） |
| -3 | 通过线   | 贵广高速铁路 下行列车通过线           |
| -3 | 通过线   | 贵广高速铁路 上行列车通过线           |
| -3 | 2站台    | 贵广高速铁路 往贵阳北方向（贵阳东站） |
| -3 | 侧式站台 |                                       |

## 周边
- 贵阳龙洞堡国际机场
- 龙洞堡机场站，贵阳地铁2号线车站。